# Трилит
Трилит (на древногръцки τρεῖς, τρία – три и λίθος – камък) се нарича древна каменна конструкция съставена от два вертикално изправени камъка, върху върха на които лежи трети. Обикновено терминът се използва при описването на мегалитни съоръжения. Сред най-известните трилитни структури са Стоунхендж в Англия, Мегалитните храмове в (Малта), Haʻamonga ʻa Maui в Тонга и други. Терминът е въведен за пръв път от английския антиквар и археолог Уилям Стъкли (William Stukeley).